# Necessitas
Necessitas (łac. Anance, Necessitas, gr. Ἀνάγκη Anágkē "Konieczność") – w mitologii rzymskiej personifikacja konieczności i nieuchronnego losu.
Jej grecką odpowiedniczką była bogini Ananke. Przedstawiano ją jako kroczącą przed Fortuną, niosącą w rękach symbole konieczności: gwoździe, klamry i kliny.